# النخر العظمي إشعاعي المنشأ
يعتبر النخر العظمي إشعاعي المنشأ (ORN) من المضاعفات الخطيرة للعلاج الإشعاعي للسرطان، إذ تصبح العظام المعرضة للأشعة متنخرة ومكشوفة. يحدث النخر العظمي إشعاعي المنشأ بشكل شائع في الفم أثناء علاج سرطان الرأس والرقبة، ويمكن أن يظهر خلال 5 سنوات بعد الإشعاع. تشمل العلامات والأعراض الشائعة الألم، وصعوبة المضغ، والتشقق، ونواسير فموية مفتوحة على الجلد، وقرحات غير قابلة للشفاء.
إن الفيزيولوجيا المرضية للنخر العظمي إشعاعي المنشأ معقدة إلى حد ما ويحدث خلالها تغييرات جذرية في أنسجة العظام نتيجة لتلف الحمض النووي وموت الخلايا بسبب العلاج الإشعاعي. يؤثر العلاج الإشعاعي الذي يستهدف الخلايا السرطانية على الخلايا الطبيعية أيضًا، مما سيؤدي إلى تموت أنسجة العظام. أدى التقدم في آليات العلاج الإشعاعي إلى تقليل حدوث النخر العظمي إشعاعي المنشأ، والمقدرة بحوالي 2%. قد تؤثر بعض عوامل الخطر بما في ذلك حجم وموقع الورم، التدخين أو السكري، ووجود أمراض الأسنان على فرص الإصابة بالنخر العظمي الإشعاعي.
من الصعب الوقاية من أو علاج النخر العظمي إشعاعي المنشأ. تهدف استراتيجيات الوقاية الحالية إلى تجنب الجرعات الزائدة من الإشعاع والحفاظ على نظافة أسنان ممتازة. تختلف العلاجات بحسب كل مريض وشدة مرضه، ويمكن أن تتراوح من العلاج الطبي بالمضادات الحيوية إلى العلاج بالأكسجين عالي الضغط (HBO) إلى التنضير الجراحي أو إعادة البناء.

## الموجودات السريرية
لا توجد العديد من العلامات السريرية المحددة للنخر العظمي إشعاعي المنشأ. قد يُعتقد أولًا أنها منطقة مكشوفة من العظام لا تلتئم، أو قد تظهر علامات غير محددة قبل ذلك. تختلف الأعراض حسب درجة النخر الموجودة. قد تكون المؤشرات المبكرة خدرًا أو تنميلًا يشعر فيه المريض داخل الفم أو الفك. تشمل العلامات والأعراض الأخرى ما يلي:
- ألم
- تورم
- قرحة غير قابلة للشفاء في الفم
- كزاز الفم
- ناسور مفتوح إلى خارج الفم (من الفك إلى الجلد)
- عدوى في اللثة أو في الأسنان
- تصريف الجيوب الأنفية إلى خارج الفم
- تضخم العقد اللمفية
- سوء الإطباق
- كسور الفك
- الوشيظ (أكثر مناطق وجوده شيوعًا تحت الفك السفلي)

في حال ظهور الأعراض، يجب إبلاغ الطبيب أو فريق الرعاية الصحية بهذه الأعراض في أسرع وقت ممكن.

## علم الأوبئة والمسببات

### علم الأوبئة
من الصعب تقدير وبائيات النخر العظمي إشعاعي المنشأ، فقد أشارت الدراسات السابقة إلى حدوث المرض بنسبة بين 4.74 حتى 37.5%. قدرت التقارير الحديثة الإصابة بـ 2%، وسبب هذا الانخفاض غالبًا هو التحسينات التي طرأت على آليات العلاج الإشعاعي.

### الفيزيولوجيا المرضية
يدمر العلاج الإشعاعي السرطان في المقام الأول عن طريق إتلافه للحمض النووي الذي يعزز موت الخلايا. تكون الخلايا السرطانية معرضة أكثر للتلف بسبب الإشعاع لأنها كثيرًا ما تطور طفرات في آليات إصلاح الحمض النووي، إذ تسمح هذه الآليات للخلايا السليمة بالتعافي من التلف الإشعاعي. ومع ذلك، يمكن لجرعات الإشعاع المفرطة أن تتسبب حتى في تلف الخلايا الطبيعية بسبب إتلافها للحمض النووي وتؤدي إلى تغيرات وتنخر في الأنسجة المعرضة للإشعاع. أجرى العلماء تحقيقات في الآليات الدقيقة لهذه التغييرات من أجل علاجها منذ وصف ريغاد نخر العظم الإشعاعي لأول مرة في عام 1922. ظهرت العديد من النظريات المتنافسة على مر السنين مع التغييرات الناتجة عن العلاجات المقبولة. في البداية، كان يعتقد أن نخر العظم إشعاعي المنشأ سببه مزيج من الإشعاع والصدمات والعدوى. وفقًا لهذا الاعتقاد، تسبب الضرر الإشعاعي للعظام في ضعفها، مما جعلها عرضة للكسور الدقيقة الناتجة عن الصدمة وسمح للبكتيريا بغزوها. بذلك جعلت هذه النظرية نخر العظم الإشعاعي أحد أنواع التهاب العظم والنقي، بالتالي عولجت في المقام الأول بالمضادات الحيوية. في عام 1983، دحض روبرت ماركس، وهو جراح بارز في جراحة الفم والوجه والفكين، فكرة أن الصدمة والعدوى هما آليتا تطوّر النخر العظمي الإشعاعي. اقترح ماركس أن نخر العظم الإشعاعي هو نتيجة تلف الأنسجة التراكمي الناجم عن الإشعاع، مما أدى إلى حدوث اضطرابات في استقلاب الخلايا وتوازنها، وبالتالي موت الخلايا والحصول على أنسجة قليلة الخلايا. يتسبب الإشعاع أيضًا في إصابة الخلايا البطانية للأوعية الدموية الموضعية، مما يخلق بيئة ناقصة الإمداد الدموي بالتالي انخفاض في توصيل الأكسجين بالتالي نقص الأكسجة في الأنسجة. يساعد نقص الإمداد الدموي في تفسير سبب تأثر الفك السفلي أكثر من الفك العلوي، إذ يصل الإمداد الدموي للفك السفلي بشكل أساسي عن طريق الشريان السنخي السفلي، بينما يصل إلى الفك العلوي من خلال شرايين مختلفة بالتالي إمداده الدموي أفضل مقارنة بالفك السفلي. باختصار، اعتقد ماركس أن السبب الأساسي للنخر العظمي إشعاعي المنشأ هو الأنسجة ناقصة الخلايا وناقصة الإمداد الدموي وناقصة الأكسجة، والتي تشبه بذلك الجروح المزمنة التي لا تلتئم. تظهر التقارير الأولية لماركس وزملائه أن العلاج بالأكسجين عالي الضغط (HBO) يمنع حدوث النخر العظمي الإشعاعي، وقد ساعد ذلك في دعم هذه النظرية. بدأت بالرغم من ذلك الدراسات اللاحقة في إثارة الشكوك حول فعالية العلاج بالأكسجين عالي الضغط والتساؤل عن كفاية نظرية ماركس لتوجيه العلاج.
منشأ الفهم الحالي بشكل أساسي هو دراسات ليفايكس وديلانيان، فقد اقترحا أن سبب عملية التليف هو الإشعاع. سمح التقدم في التقنيات المخبرية للعلماء بإجراء دراسات أكثر تفصيلًا لحالات النخر العظمي الإشعاعي. أظهر تحليل العينات أن الأنسجة العظمية المصابة بالنخر الإشعاعي مرت بثلاث مراحل من المرض: 1) ما قبل التليف، و2) التنظيم البنيوي و3) المراحل الليفية المتأخرة. أثناء مرحلة ما قبل التليف، تؤدي إصابة الخلايا البطانية بعد تعرضها للإشعاع إلى تدمير الأوعية الدموية الموضعية، وجذب الخلايا الالتهابية والأرومات الليفية عبر السيتوكينات الالتهابية مثل TNF-α وFGF-β وTGF-β1. الإضافة إلى ذلك، تموت الخلايا البانية للعظم، مما يؤدي إلى انخفاض إنتاج أنسجة العظام الطبيعية. في مرحلة التنظيم البنيوي، يستمر جذب الخلايا الليفية وتتحول إلى أرومات ليفية عضلية بواسطة نفس السيتوكينات، والتي تبدأ في تحويل المطرق خارج الخلوي للعظم المصاب إلى نسيج ليفي. وبالتالي، فإن زيادة النسيج الليفي ونقص إنتاج العظم بواسطة بانيات العظم يؤدي إلى ضعف الأنسجة العظمية. أخيرًا، خلال المرحلة الليفية المتأخرة، يصبح العظم المصاب ناقص الخلايا، إذ تتموت الخلايا الليفية العضلية وتترك وراءها نسيجًا ليفيًا ضعيفًا. في النهاية، تكون هذه الأنسجة هشة وعرضة للتلف بسبب الصدمة أو العدوى، خاصة أن قدرتها على الدفاع عن نفسها ضعيفة بسبب نقص الإمداد الدموي الذي حدث في مرحلة ما قبل التليف، وبذلك تستهدف العلاجات الحالية تقليل السيتوكينات الالتهابية وتقليل الأضرار التي تسببها الجذور الحرة في الحمض النووي.

### عوامل الخطر
تتضمن عوامل خطر الإصابة بالنخر العظمي الإشعاعي ما يلي:
- حجم وموقع الورم، يزداد خطر الإصابة بالنخر العظمي الإشعاعي في حال كانت الأورام الموجودة أكبر؛ فهي تتطلب جرعات أعلى من الإشعاع، وبالتالي تعريض الأنسجة المجاورة لجرعات أعلى. وبعد أن أصبح العلاج الإشعاعي أكثر استهدافًا ودقة، سيطور المرضى الذين يعانون من أورام تقع بالقرب من الفك السفلي (مثل تجويف الفم) أو الفك العلوي (مثل البلعوم الأنفي) نخرًا عظميًا بسبب الأشعة بنسبة أكبر لأن العظام ستقع ضمن مجال الإشعاع بنسبة أكبر.
- جرعة وتوصيل الإشعاع؛ بشكل عام، من المرجح أن تؤدي الجرعات العالية من الإشعاع إلى حدوث نخر عظمي إشعاعي، خاصة عندما تتجاوز الجرعات 65 غراي. في حين أن تقليل الجرعات الإشعاعية إلى الحد الأدنى وتجنب تعريض العظم للإشعاع الزائد قد يقلل من فرص حدوث النخر العظمي، لا يبدو أن هناك الكثير من الأدلة على أن استراتيجيات الإشعاع المختلفة (مثل العلاج الإشعاعي التقليدي، والعلاج الإشعاعي الموضعي، والمعالجة الكثبية) تقلل من المخاطر.[12]
- التدخين، يرتبط استهلاك التبغ بزيادة كبيرة في خطر الإصابة بالنخر العظمي الإشعاعي. يُعزى هذا الخطر المتزايد إلى خصائص النيكوتين المضيقة للأوعية، والتي تقترن بتلف البطانة بسبب الإشعاع، مما يؤدي إلى المزيد من نقص الإمداد الدموي إلى الأنسجة المصابة.
- السكري، يُعد مرض السكري سببًا معروفًا لأمراض الأوعية الدموية الدقيقة، ويشبه بذلك التدخين، ووجوده سيفاقم نقص الإمداد الدموي إلى الأنسجة المتأثرة بالإشعاع.
- أمراض الأسنان وقلعها؛ يُعتبر المرضى الذين يعانون من سوء نظافة الفم وأمراض الأسنان قبل التعرض للإشعاع، بما في ذلك المرضى الذين يعانون من ضعف الأسنان والذين لديهم أطقم أسنان، أكثر عرضة لتطوير نخر عظمي إشعاعي. قد يُضطر الأطباء إلى خلع الأسنان المريضة القريبة من المجال الإشعاعي، ويجب تقييمها قبل العلاج الإشعاعي.[13]